# پیتر کنبل
پیتر کنبل (انگلیسی: Peter Knäbel؛ زادهٔ ۲ اکتبر ۱۹۶۶) بازیکن فوتبال اهل آلمان است.
از باشگاه‌هایی که در آن بازی کرده‌است می‌توان به باشگاه فوتبال سنت گالن، باشگاه فوتبال بوخوم، باشگاه فوتبال مونیخ ۱۸۶۰، باشگاه فوتبال زاربروکن، باشگاه فوتبال سن پائولی، و باشگاه فوتبال نورنبرگ اشاره کرد.